# Samuel S. Phelps
Samuel S. Phelps (Litchfield, 1793. május 13. – Middlebury, 1855. március 25.) az Amerikai Egyesült Államok szenátora (Vermont, 1839–1851 és 1853–1854).